# Sinapsidi
Sinapsidi su kladus amniota kojem pripadaju sisari, kao i njihovi izumrli srodnici i prapreci koji su bili su dominantni kopneni kičmenjaci u srednjem i kasnom permu.

## Literatura
- Michael J. Benton . Vertebrate Paleontology, Oxford: Blackwell Science Ltd.
- Bramble, D. M.; Jenkins, F. A. (1993). „Mammalian locomotor-respiratory integration: Implications for diaphragmatic and pulmonary design”. Science. 262 (5131): 235—240. Bibcode:1993Sci...262..235B. PMID 8211141. doi:10.1126/science.8211141.
- Robert L. Carroll (1988) "Vertebrate Paleontology and Evolution." W. H. Freeman and Company, New York, Carroll, Robert L. (1988). Vertebrate Paleontology and Evolution. Freeman. стр. 1–698. ISBN 978-0-7167-1822-2.
- Hopson, James A. (1987). „The Mammal-Like Reptiles: A Study of Transitional Fossils”. The American Biology Teacher. 49 (1): 16—26. JSTOR 4448410. doi:10.2307/4448410.
- Lambert, David (2001). Dinosaur Encyclopedia. Dorling Kindersley Pub. ISBN 978-0-7894-7935-8.
- Laurin, Michel, and Robert R. Reisz (2007). Synapsida: Mammals and their extinct relatives Архивирано на веб-сајту  (11. децембар 2008). Version 6 April 2007. The Tree of Life Web Project.
- Colbert, E. H. (1969). Evolution of the Vertebrates (2nd изд.). New York: John Wiley & Sons Inc. ISBN 978-0-471-16466-1.

## Spoljašnje veze
- Aron Ra - "Systematic Classification of Life (episode 15) - Synapsida"
- [https://archive.today/20060313000000/http://www.palaeos.com/Vertebrates/Units/Unit390/000.html